# Кирана Солунска
Света Кирана (на гръцки: Αγία Κυράννα) е източноправославна светица, новомъченица.

## Биография
Кирана е родена в лъгадинската паланка Висока, тогава в Османската империя. Поискана е за съпруга от един еничарин, който я отвежда в Солун и я кара да приеме исляма, но тя отказва. Подложена е на мъчения и умира, увесена в затвора през февруари 1751 година. Канонизирана е от Православната църква за светица.
На мястото на родната ѝ къща във Висока в 1868 година е построена църквата „Света Кирана“.